# Gojira
Gojira är också det japanska namnet på filmmonstret Godzilla.
Gojira är ett progressivt death metal/groove metal-band från Bayonne i Frankrike. Bandet kallade sig för Godzilla fram till år 2001. Sitt första riktiga studioalbum, Terra Incognita, släppte de 2001. Medlemmarna i bandet är Joe Duplantier som sjunger och spelar gitarr, hans bror Mario Duplantier som spelar trummor, Christian Andreu som spelar gitarr, och Jean-Michel Labadie som spelar bas.

## Bandets historia

### Bildandet och debutalbumet
Gojira grundades år 1996 av bröderna Joe och Mario Duplantier, Christian Andreu och Jean-Michel Labadie, men gick då under namnet Godzilla. I september år 1999 tvingades bandet att byta namn, och bytte då till Gojira som är det ursprungliga, japanska, namnet på filmmonstret Godzilla. Debutalbumet Terra Incognita gavs ut 2001. 

### The Link och From Mars To Sirius
2003 släppte bandet albumet The Link som är mer progressiv metal. Den 27 september 2005 kom albumet From Mars To Sirius, där texterna är mer inriktade på jordens miljö och den globala uppvärmningen som i låten Global Warming, och att människan måste göra något åt den globala uppvärmningen eller "växthuseffekten". På From Mars To Sirius gästspelar Rory Freemantle på trumpet.

### The Way of All Flesh – 2008
Bandets fjärde studioalbum, The Way Of All Flesh, släpptes den 13 oktober 2008 i Europa och den 14 oktober i USA. På låten "Adoration For None" gästsjunger Randy Blythe, sångare i det amerikanska Groove metal-bandet Lamb of God. Under hösten 2008 turnerade Goijra i Europa tillsammans med Sonic Syndicate och In Flames.

### L'Enfant Sauvage – 2012
Den 4 april 2012 släppte bandet sitt femte studioalbum, L'Enfant Sauvage. Albumet innehåller 11 låtar, varav fyra även släpptes som singlar, "L'Enfant Sauvage", "Liquid Fire", "Explosia" och "Born In Winter".

### Magma – 2016
Den 17 juni 2016 släppte Gojira sitt sjätte studioalbum vid namn Magma. Första veckan hade albumet redan sålt runt 17000 exemplar. Magma gick i en annan riktning från deras tidigare album, med ett mer atmosfärisk och renare ljud. Låttexterna behandlar olika ämnen, med t.ex. "Low Lands" och "The Shooting Star" som behandlar döden av Joe och Mario Duplantiers mor.

## Musikstil
Gojiras anses spela death metal, groove metal, thrash metal och progressiv metal.

## Medlemmar
Nuvarande medlemmar
- Joe Duplantier − sång, gitarr (2001– )
- Mario Duplantier − trummor, slagverk (2001– )
- Christian Andreu − gitarr (2001– )
- Jean-Michel Labadie − basgitarr (2001– )

Hellfest 2013
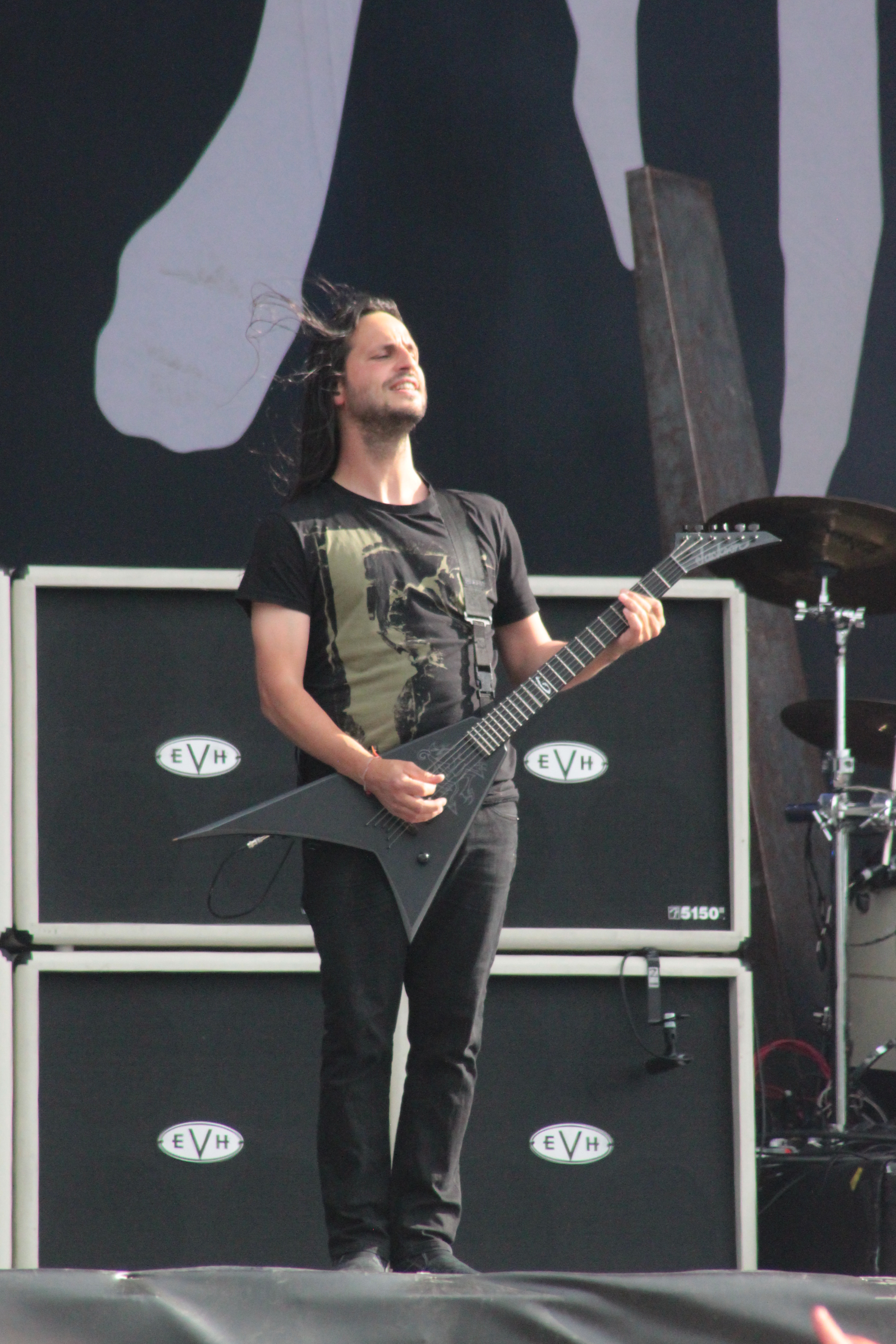
Christian Andreu
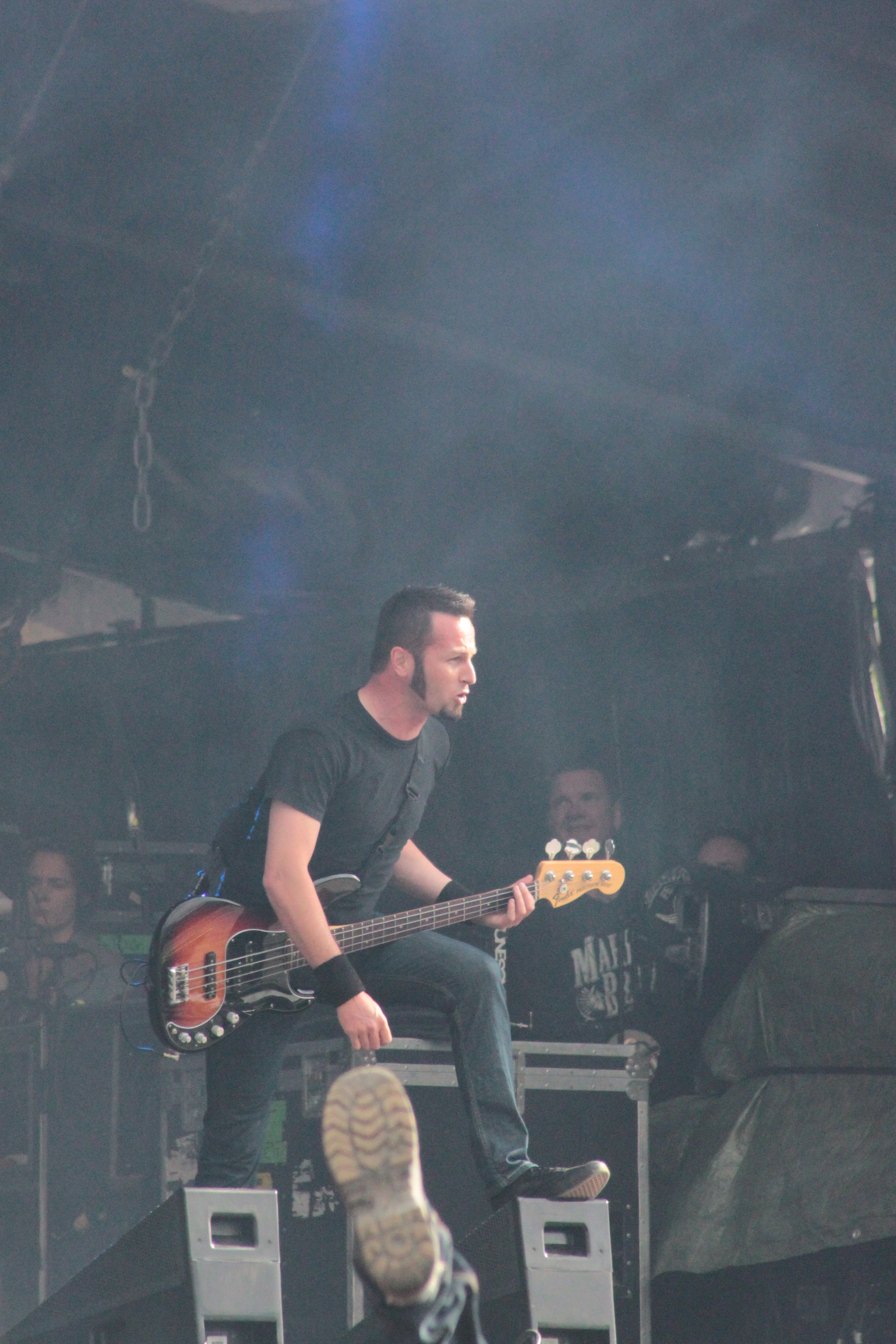
Jean-Michel Labadie
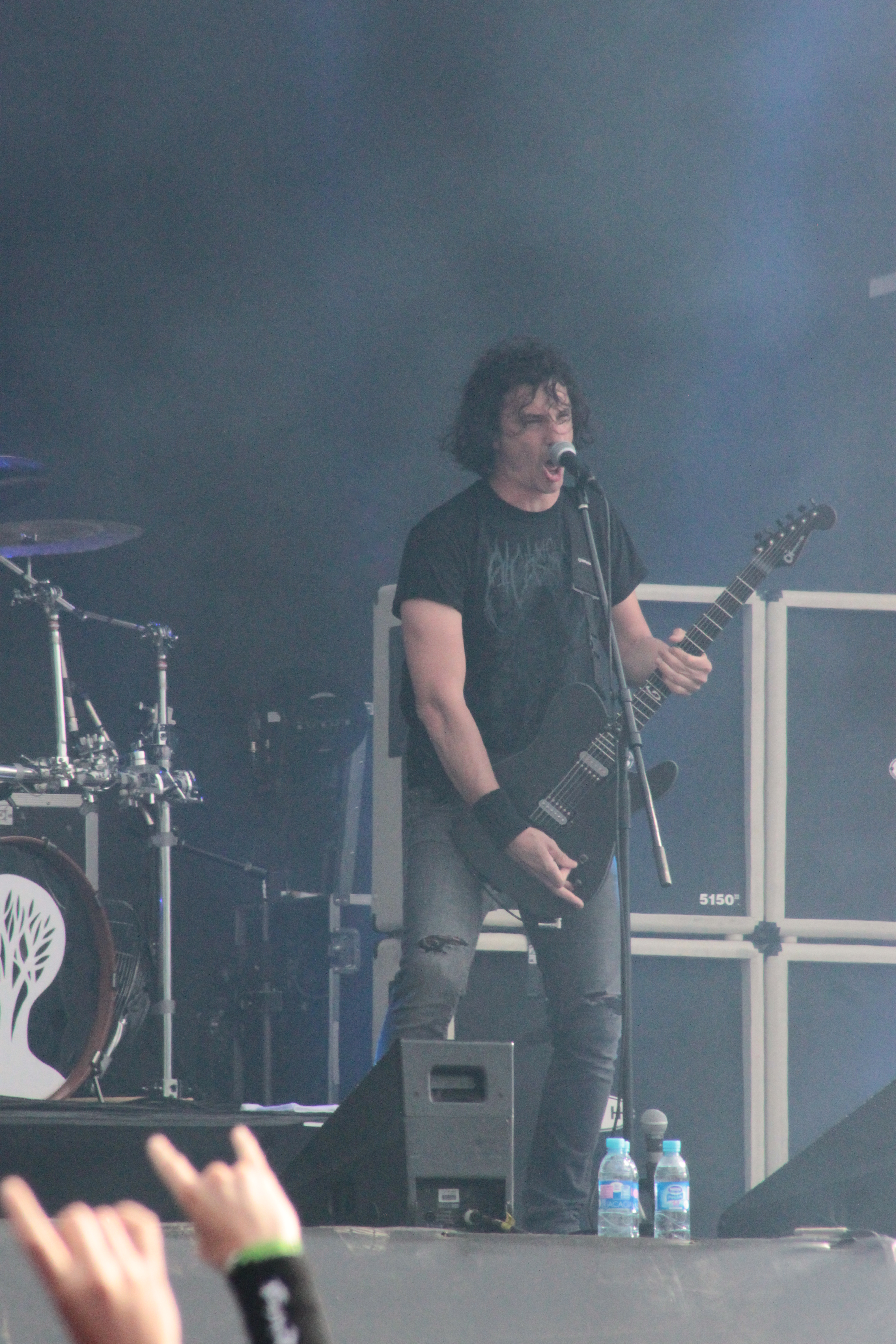
Joe Duplantier
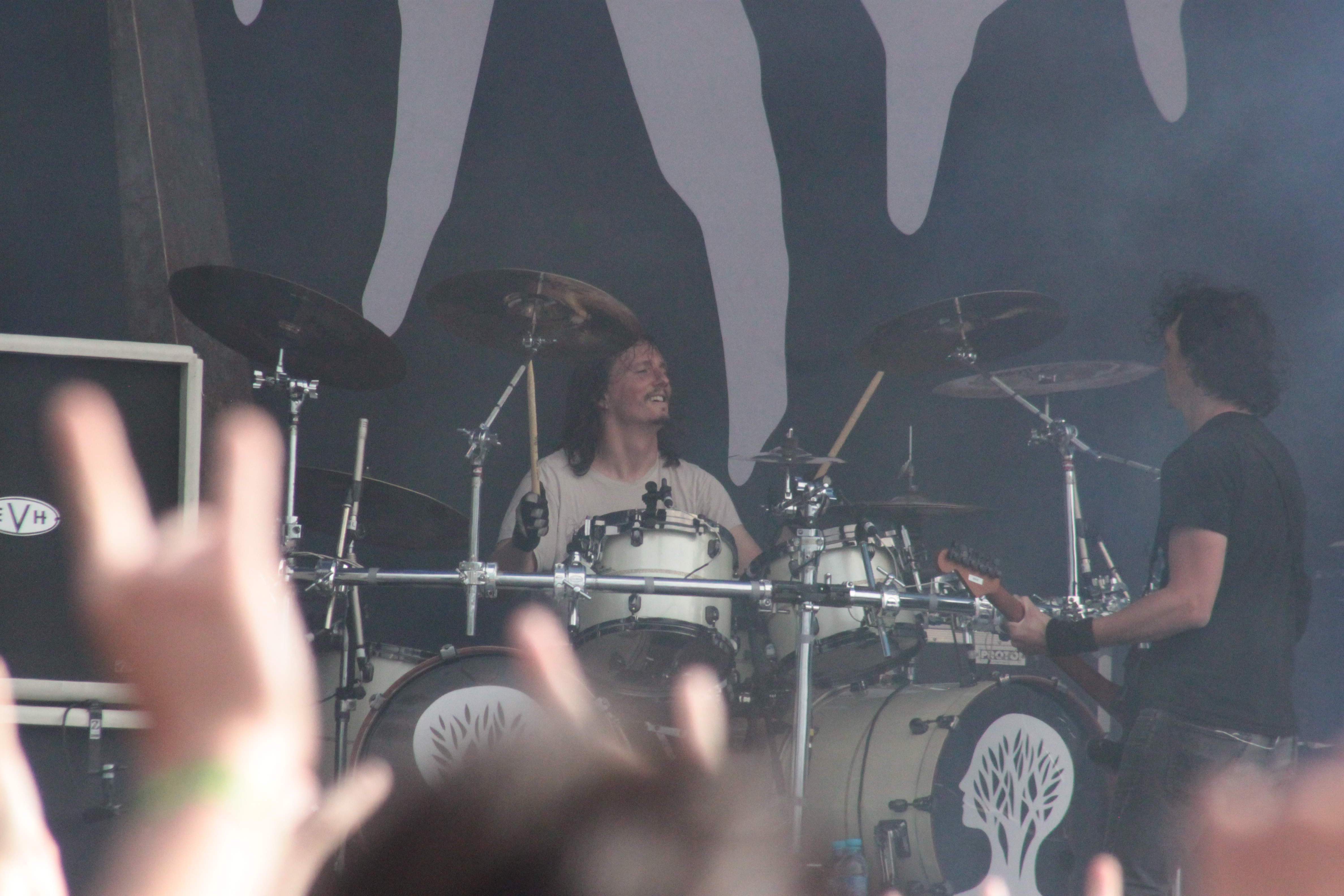
Mario Duplantier

Tidigare medlemmar
- Alexandre Cornillon − basgitarr (1996–2001) (i Godzilla)

## Diskografi

### Studioalbum
- 2001 – Terra Incognita
- 2003 – The Link
- 2005 – From Mars to Sirius
- 2008 – The Way of All Flesh
- 2012 – L'Enfant Sauvage
- 2016 – Magma
- 2021 – Fortitude

### Livealbum
- 2004 – The Link Alive (CD/DVD)
- 2012 – The Flesh Alive (CD/2DVD)
- 2014 – Les enfants sauvages

### EP
- 2003 – Maciste All Inferno
- 2012 – End of Time

### Demo (som Godzilla)
- 1996 – Victim
- 1997 – Possessed
- 1999 – Saturate
- 2000 – Wisdom Comes